# Ralph Ineson
Ralph Ineson, né le 15 décembre 1969 à Leeds (Yorkshire de l'Ouest), est un acteur britannique.
Il est principalement connu pour son interprétation du personnage de Chris Finch dans la série télévisée The Office de 2001 à 2003.
Il a été choisi pour interpréter le rôle du Mangemort Amycus Carrow dans Harry Potter et le Prince de sang-mêlé, le sixième film adapté de la saga Harry Potter. Il incarne également Dagmer Cleftjaw dans la saison 2 de Game of Thrones.
En 2013, il incarne le pirate Charles Vane en capture de mouvement dans le jeu vidéo Assassin's Creed IV: Black Flag.

## Biographie
Ineson est né à Leeds, West Riding of Yorkshire. Il a fait ses études à Woodleigh School dans le Yorkshire du Nord et à Pocklington School dans Yorkshire de l'Est.
Il étudiait l’art de spectacle au Furness College d'université de Lancaster. Au début des années 1990, il travaillait comme professeur et entraîneur de cricket à York Sixth Form College.

## Vie privée
Depuis 1993, Ralph Ineson et Alison Milner (animatrice sur la radio Riverside du sud-ouest de Londres) sont en couple. Ils se marient dix années plus tard, ils ont ensemble deux enfants, Luc (né en 1999) devenu acteur et Rebecca (surnommée Becky née en 2003) devenue actrice. Ils vivent avec leurs quatre chiens à Londres.
Ralph Ineson intente une action en justice contre Disney en décembre 2023, affirmant qu'il souffrait de lésions permanentes à l'épaule en raison de blessures subies lors du tournage de la série Disney+ Willow.

## Filmographie

### Cinéma
- 1995 : Lancelot, le premier chevalier de Jerry Zucker : Ralf
- 2001 : From Hell d'Albert et Allen Hughes : Gordie
- 2009 : Harry Potter et le Prince de sang-mêlé de David Yates : Amycus Carrow
- 2010 : Harry Potter et les Reliques de la Mort - 1re partie de David Yates : Amycus Carrow
- 2011 : Harry Potter et les Reliques de la Mort - 2e partie de David Yates : Amycus Carrow
- 2012 : De grandes espérances de Mike Newell : le sergent
- 2013 : Le Géant égoïste de Clio Barnard : Johnny Jones
- 2014 : Les Gardiens de la Galaxie de James Gunn : un ravageur
- 2015 : Kingsman : Services secrets de Matthew Vaughn : un policier
- 2015 : The Witch de Robert Eggers : William
- 2016 : Le Chasseur et la Reine des glaces de Cédric Nicolas-Troyan : Le tavernier
- 2016 : Le Livre de la jungle : Rama
- 2018 : Hurricane (The Hurricane Heist) de Rob Cohen : Perkins
- 2018 : Ready Player One de Steven Spielberg : Rick
- 2018 : La Ballade de Buster Scruggs (The Ballad of Buster Scruggs) de Joel et Ethan Coen : l'homme en noir
- 2020 : The Boy : La Malédiction de Brahms (Brahms: The Boy II) de William Brent Bell : Joseph
- 2020 : Le Voyage du Docteur Dolittle de Stephen Gaghan : Arnall Stubbins
- 2021 : Bloody Milkshake (Gunpowder Milkshake) de Navot Papushado (en) : Jim McAlester
- 2021 : Edge of the World de Michael Haussman : Sir Edward Beech
- 2021 : The Green Knight de David Lowery
- 2021 : The Tragedy of Macbeth de Joel Coen
- 2021 : The Northman de Robert Eggers
- 2023 : L'Exorciste du Vatican (The Pope's Exorcist) de Julius Avery : le démon (voix)
- 2023 : Misanthrope (To Catch a Killer) de Damián Szifrón : Dean Possey
- 2023 : The Creator de Gareth Edwards : le général Andrews
- 2024 : La Malédiction : L'Origine (The First Omen) d'Arkasha Stevenson : le Père Brennan
- 2024 : Nosferatu de Robert Eggers : Dr Wilhelm Sievers
- 2025 : Les Quatre Fantastiques : Premiers pas (The Fantastic Four: First Steps) de Matt Shakman : Galactus
- 2025 : Frankenstein de Guillermo del Toro

### Télévision
- 1993 : Spender (série télévisée) : Alex (1 épisode)
- 1993 - 2009 : The Bill (série télévisée) : Billy Wylie / Pail Gibson / Alan Trent / Robert Carmichael / Greg Simm (8 épisodes)
- 1998 - 2002 : Playing the Field (en) (série télévisée) : Luke Mullen (15 épisodes)
- 2001 - 2003 : The Office (série télévisée) : Chris "Finchy" Finch (7 épisodes)
- 2005 : Coronation Street (série télévisée) : Zack (9 épisodes)
- 2006 - 2007 : Les Flingueuses (Suburban Shootout) (série télévisée) : Jeremy Hazledine (11 épisodes)
- 2005 - 2008 : Casualty (série télévisée) : Martin Woodbridge / Raymond Thurber (2 épisodes)
- 2008 : Meurtres en sommeil (série télévisée) : Frank Monk (2 épisodes)
- 2009 - 2010 : Waterloo Road (série télévisée) : John Fry (4 épisodes)
- 2010 : Merlin (série télévisée) : Jarl (1 épisode)
- 2011 - 2012 : Case Sensitive (série télévisée) : Colin Sellers (4 épisodes)
- 2012 : Titanic (mini série) : le steward John Hart
- 2012 : Le Trône de fer (Game of Thrones) (série télévisée) : Dagmer Cleftjaw (5 épisodes)
- 2012 : Secret State (mini série) : Sergent Wrigglesworth
- 2015 : The Interceptor
- 2016 : Peaky Blinders  (série télévisée) : Connor Nutley (saison 3)
- 2017 : Absentia : Special Agent Adam Radford
- 2018 : L'Affaire Florence Nightingale : Détective Inspecteur Dicks
- 2019 : Chernobyl : major-général Nikolai Tarakanov
- 2019 : The Capture :  Alec Boyd

### Jeux vidéo
- 2011 : Harry Potter et les Reliques de la Mort : Amycus Carrow
- 2013 : Assassin's Creed IV: Black Flag : le pirate Charles Vane
- 2023 : Diablo IV : Lorath Nahr
- 2023 : Final Fantasy XVI : Cidolfus Telamon